# 아몬드소프트
아몬드 소프트는 아프리카TV 개발자인 장진호가 대표이사로 2009년 설립한 IT기업이다.

## 서비스
- 초코팬더